# Presbiterianismo no Amapá
O Presbiterianismo é a terceira maior família denominacional protestante histórica no Estado do Amapá (atrás dos batistas e adventistas), correspondendo a 0,23% da população do Estado.

## História
Em 29 de novembro de 1949 foi realizado o primeiro culto presbiteriano na cidade de Macapá. Em 29 de outubro de 1961, a primeira igreja foi organizada e a partir dela, outras igrejas igrejas se espalharam pelo estado.
Em 1968, uma congregação presbiteriana foi fundada no Quilombo Mel da Pedreira.

## Igreja Presbiteriana do Brasil

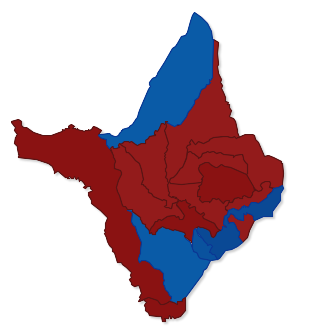
Municípios com igrejas e congregações federadas a Igreja Presbiteriana do Brasil no Amapá.

A Igreja Presbiteriana do Brasil (IPB) é a maior denominação presbiteriana no Amapá, com cerca de 12 igrejas e congregações.
A Junta de Missões Nacionais trabalha com missões no Amapá nos municípios de Macapá e Oiapoque.
A denominação está presente com igrejas ou congregações em plantação nos municípios de: Macapá, Oiapoque, Mazagão e Santana. Todavia, segundo o Censo do Instituto Brasileiro de Geografia e Estatística realizado em 2010, outros municípios em que também residiam presbiterianos eram: Amapá, Calçoene, Tartarugalzinho, Serra do Navio, Pedra Branca do Amapari e Porto Grande.

## Outras denominações presbiterianas
A Igreja Presbiteriana Independente do Brasil, Igreja Presbiteriana Conservadora do Brasil, Igreja Presbiteriana Unida do Brasil e  Igreja Presbiteriana Fundamentalista do Brasil não têm uma igreja federadas no Amapá. 